# I'm Your Man
I'm Your Man es el octavo álbum de Leonard Cohen, lanzado en 1988. 
Está considerado como su "regreso" musical, después de la poca promoción del anterior álbum, Various Positions. De hecho, fue uno de sus discos mejor vendidos, e incluso alcanzó la primera posición de venta de álbumes en Noruega y España.
El disco evoluciona a un sonido de pop sintético que poco tiene que ver con el de los primeros álbumes de Cohen. También es destacable que en I'm Your Man comienza la colaboración con Sharon Robinson, que posteriormente trabajará con Cohen en sucesivas ocasiones (sobre todo en el disco Ten New Songs).
La canción elegida para promocionar el álbum fue "First we take Manhattan", que un año antes había sido grabada por Jennifer Warnes. No tardó en convertirse en un clásico de Cohen, y tiempo después la versionarían grupos y cantantes como R.E.M., Joe Cocker o Enrique Morente y Lagartija Nick. Otro tema clave es "Take this waltz", donde Cohen musicaliza el poema de Federico García Lorca "Pequeño vals vienés".

## Listado de temas
Todas las canciones son de Leonard Cohen, salvo en las que se indica otra cosa.
1. "First We Take Manhattan" – 6:01
2. "Ain't No Cure for Love" – 4:50
3. "Everybody Knows" (Cohen, Sharon Robinson) – 5:36
4. "I'm Your Man" – 4:28
5. "Take This Waltz" (Federico García Lorca, Cohen) – 5:59
6. "Jazz Police" (Cohen, Jeff Fisher) – 3:53
7. "I Can't Forget" – 4:31
8. "Tower of Song" – 5:37